# دادستان ایالات متحده آمریکا

نشان وزارت دادگستری ایالات متحده آمریکا.

پرچم یک دادستان ایالات متحده.

دادستان‌های ایالات متحده آمریکا (که به عنوان دادستان‌های فدرال و به طور تاریخی دادستان‌های ناحیه‌ای ایالات متحده آمریکا نیز مشهورند) حکومت فدرال ایالات متحده آمریکا را در دادگاه‌های ناحیه ایالات متحده آمریکا و دادگاه‌های استیناف در ایالات متحده آمریکا نمایندگی می‌کنند.
۹۳ دادستان ایالات متحده وجود دارند که در سراسر آمریکا، پورتوریکو، جزایر ویرجین ایالات متحده آمریکا، گوآم، و جزایر ماریانای شمالی فعالیت می‌کنند. به هر یک از ناحیه‌های قضایی به استثنای گوام و جزایر ماریانای شمالی که مجموعاً یک دادستان دارند، یک دادستان اختصاص داده شده است. هر دادستان ایالات متحده مسئول ارشد فدرال اجرای قانون در حوزه مختص به اوست، و در چارچوب دستورالعمل دادستان‌های ایالات متحده فعالیت می‌کند.
دادستان‌های ایالات متحده و دفترهایشان بخشی از وزارت دادگستری ایالات متحده آمریکا هستند. دفتر اجرایی دادستان‌های کل ایالات متحدهٔ وزارت دادگستری بر دادستان‌ها نظارت می‌کند و به آنها پشتیبانی اداری ارائه می‌کند.

## انتصاب

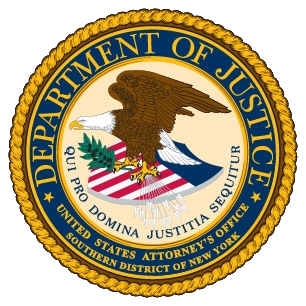
مُهر دادستان ناحیه جنوبی نیویورک

هر دادستان ایالات متحده را رئیس جمهور آمریکا برای یک دوره چهار ساله، مشروط به تأیید مجلس سنای ایالات متحده آمریکا منصوب می‌کند. دادستان ایالات متحده تا زمانی که جانشینش منصوب و تأیید شود فراتر از دوره اش به کار خود در این سمت ادامه می‌دهد. بنا بر قانون، رئیس جمهور می‌تواند دادستان ایالات متحده در هر ایالت را برکنار کند. دادستان کل از سال ۱۹۸۶ اختیار انتصاب دادستان موقت را تا پر شدن منصب بر عهده دارد.